# Пропилеји
Пропилеји су трем испред улаза у храм или групе храмова и такође главни улази на грчке акропоље. Најпознатији пропилеји су главни улаз на Атински Акропољ. То је монументални пролаз саграђен од белог мермера. Налази се на западном крају, близу врха Акропоља, на крају стрме кривудаве стазе.
Градња пропилеја атинског акропоља је започета 437. године п. н. е, али су радови прекинути после пет година због страха од рата. Пелопонески рат између Атине и савеза под вођством Спарте коначно је избио 431. п. н. е. Спартин савез победио је Атину и Пропилеји никад нису завршени.
Пропилеје је пројектовао грчки архитекта Мнесикле, тако да имају централни део са широким отворима и два асиметрична крила: према северу и према југу. Фасада централног дела се састоји од шест широко размакнутих стубова у једноставном дорском стилу. Унутра, два реда стубова у елегантнијем јонском стилу деле средишњи простор на три дела кроз које посетиоци пролазе. У северном крилу се налазила галерија слика, док је јужно обезбеђивао пролаз до храма Атине Нике.